# Doem der verdenking
Doem der verdenking (Engels: Ordeal by Innocence) is een detective- en misdaadroman uit 1958 van de Britse schrijfster Agatha Christie. 
Het boek werd op 3 november 1958 voor het eerst gepubliceerd door de Collins Crime Club in Groot-Brittannië en in 1959 door Dodd, Mead and Company in de Verenigde Staten. De Nederlandstalige versie werd uitgebracht in 1974 door A.W. Sijthoff.

## Verhaal
Jack Argyle wordt tot levenslang veroordeeld voor de moord op zijn adoptiemoeder Rachel. Hij overlijdt zes maanden later in de ziekenzaal van de gevangenis. Iedereen is overtuigd van zijn schuld en er wordt dan ook niet om hem getreurd. Twee jaar later duikt echter een man op die Jacks alibi alsnog kan bevestigen. De dader van de moord loopt dus nog altijd vrij rond.

## Adaptaties
- Het boek werd in 1985 een eerste maal verfilmd onder de naam Ordeal by Innocence onder regie van Desmond Davis.
- In 2007 werd het verhaal uitgebracht door ITV in het derde seizoen van de televisieserie Agatha Christie's Marple. Deze versie week heel erg af van het originele verhaal.
- Het verhaal werd omgezet in een toneelstuk door Mary Jane Hansen dat voor de eerste maal vertoond werd door het New York State Theatre Institute in Troy (New York) op 4 februari 2007.[1]
- Ordeal by Innocence werd uitgegeven door HarperCollins als een striproman op 1 juli 2008.
- Het verhaal werd als radiohoorspel uitgezonden door de BBC gedurende drie weken vanaf 17 maart 2014.[2]
- Het verhaal Am stram gram van seizoen 1 van de Franse televisieserie Les Petits Meurtres d'Agatha Christie (2009-2012) is gebaseerd op het boek.
- De BBC zond een driedelige tv-serie Ordeal by Innocence uit in april 2018. De geplande uitzending rond Kerst 2017 was uitgesteld toen een van de hoofdrolspelers beschuldig werd van seksueel ongewenst gedrag. Scenes met de beschuldigde acteur werden opnieuw opgenomen met een vervanger.